# Вооружённые силы Монако
Вооружённые силы Монако (фр. La Force publique) — совокупность войск княжества Монако. Так как по площади меньше Монако только Ватикан, вооружённые силы Монако не представляют большого значения.

## История
Княжество Монако было образовано в 1419 году, но уже в 1524 году при сохранении формальной автономии оказалось под властью Испании, а в 1605 году здесь были размещены испанские войска.
После протестных выступлений населения в 1641 году испанские войска были выведены и княжество оказалось в сфере влияния Франции.
15 февраля 1793 года княжество Монако было включено в состав департамента Приморские Альпы Французской республики, в городе Монако (получившем название Форт-д’Эркюль) был размещён французский гарнизон. В ходе наполеоновских войн некоторое количество местных жителей служило во французской армии.
30 мая 1814 года в соответствии с Парижским мирным договором независимость Монако была восстановлена, но согласно второму Парижскому договору 20 ноября 1815 года Монако было передано под протекторат Сардинского королевства.
8 декабря 1817 года были официально созданы вооружённые силы Монако, в связи с увеличением численности армий стран Европы к этому времени не имевшие военного значения.
В ходе революции 1848 года в Италии обстановка в княжестве осложнилась, 20 марта 1848 года города Ментон и Рокебрюн провозгласили независимость от Монако (после чего территория княжества сократилась с 24 км² до 2 км²). Отправленные на подавление этого восстания войска Монако были разгромлены. Князь Флорестан I был арестован своими подданными и некоторое время находился в тюрьме, однако революция была подавлена при помощи сардинских войск.
В марте 1860, в благодарность за военную помощь, оказанную французским императором Наполеоном III делу объединения Италии, Сардинское королевство уступило Франции Савойю и графство Ниццу (включая Ментон и Рокебрюн), а 18 июля 1860 вывела свои войска из Монако, положив тем самым конец протекторату.
После подписания в 1865 году таможенного договора с Францией пограничная таможня Монако была расформирована.
По состоянию на 1895 год вооружённые силы Монако включали в себя роту дворцовой стражи из 70 человек и 60 карабинеров, выполнявших функции жандармерии.
В ходе Первой мировой войны Монако объявило нейтралитет и не принимало участие в боевых действиях.
17 июля 1918 года между Францией и княжеством Монако был подписан «Договор о дружбе и защите», по условиям которого Франция признавала и гарантировала независимость, суверенитет и территориальную целостность Монако, а правительство княжества обязывалось действовать «в соответствии с политическими, военными, морскими и экономическими интересами Франции» и согласовывать с ней свою внешнюю политику. Вооружённые силы Франции получали право входить на территорию Монако без согласия князя. Договор вступил в силу 23 июня 1919 года.
В ходе второй мировой войны Монако объявило нейтралитет, но в ноябре 1942 года было оккупировано итальянскими войсками, а после капитуляции Италии в сентябре 1943 года — оккупировано немецкими войсками до 3 сентября 1944 года. Немецкие войска построили здесь радиостанцию (после войны она была конфискована - и в 1946 году возобновила работу как коммерческая радиостанция "Радио Монте-Карло").
В первые послевоенные годы экономическое положение в Монако было сложным. В 1952 году здесь произошла крупная забастовка (ставшая причиной объявления в стране военного положения).
С 13 июня 1956 года Монако является участником Интерпола и на его территории открыто представительство Интерпола.
В январе 1959 года князь Монако Ренье III объявил мобилизацию всех 70 солдат армии после того, как фирма, построившая газовую станцию, потребовала слишком большой компенсации за снос строения (однако боевые действия не начались, так как необходимую сумму собрали 800 зарегистрированных в стране акционерных обществ — и здание снесли).
С 25 июня 1973 года Монако является участником ОБСЕ.

## Современное состояние

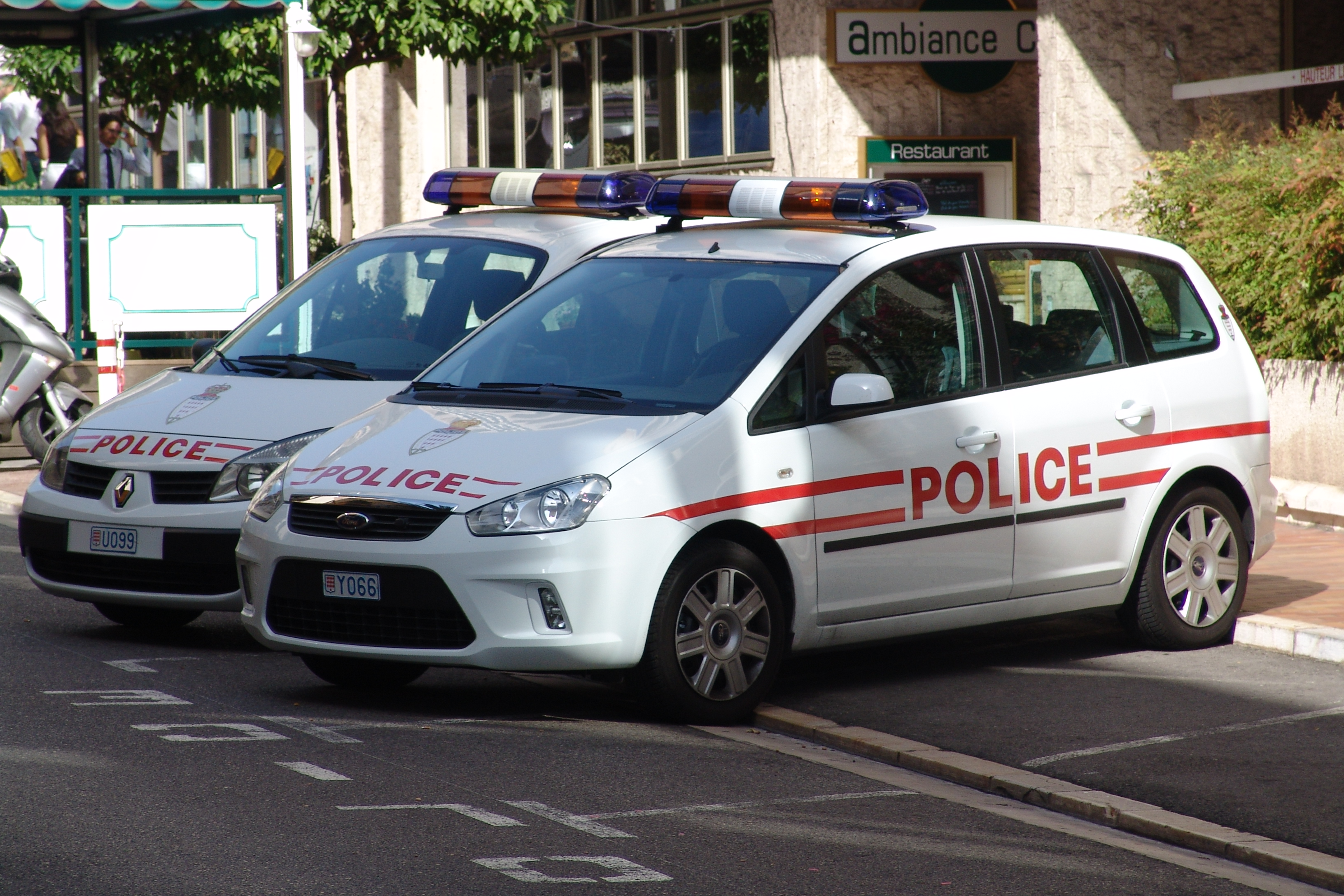
Патрульные машины (2006 год)

Вооружённые силы Монако находятся в ведении департамента внутренних дел.
В 2010 году общая численность вооружённых сил страны составляла около 240 человек в составе корпуса инженеров (Corps des Sapeurs-Pompiers, 130 военнослужащих и несколько гражданских специалистов) и роты карабинеров (Compagnie des Carabiniers du Prince, 110 военнослужащих), вооружённых стрелковым оружием и оснащённых автомобильной, аварийно-спасательной и специальной техникой.
В состав вооружённых сил не входит полиция (400 человек), которая выполняет функции правоохранительного органа и пограничной охраны (поскольку патрулирует сухопутные и морские границы).
В случае военного конфликта страна полагается на военную поддержку Франции.

### Corps des Sapeurs-Pompiers
Корпус состоит из 9 офицеров, 25 унтер-офицеров и 96 солдат. В общей сложности в составе корпуса находится 130 человек (кроме этого имеются также гражданские служащие, обеспечивающие нормальное функционирование корпуса). В офицерский состав входят следующие звания: полковник, подполковник, коммандант, капитан, лейтенант, суб-лейтенант. Кроме этого существует девять рангов унтер-офицеров и обслуживающего персонала.
Корпус располагается в двух казармах: в округах Кондамин (фр. La Condamine) и Фонтвьейе (фр. Fontvieille). Корпус оснащён пожарными машинами, аварийно-спасательными средствами, а также рядом специализированных транспортных средств, в том числе пожарными лодками и специальными средствами для действий в горных туннелях в случаях чрезвычайных ситуаций..

### Compagnie des Carabiniers du Prince

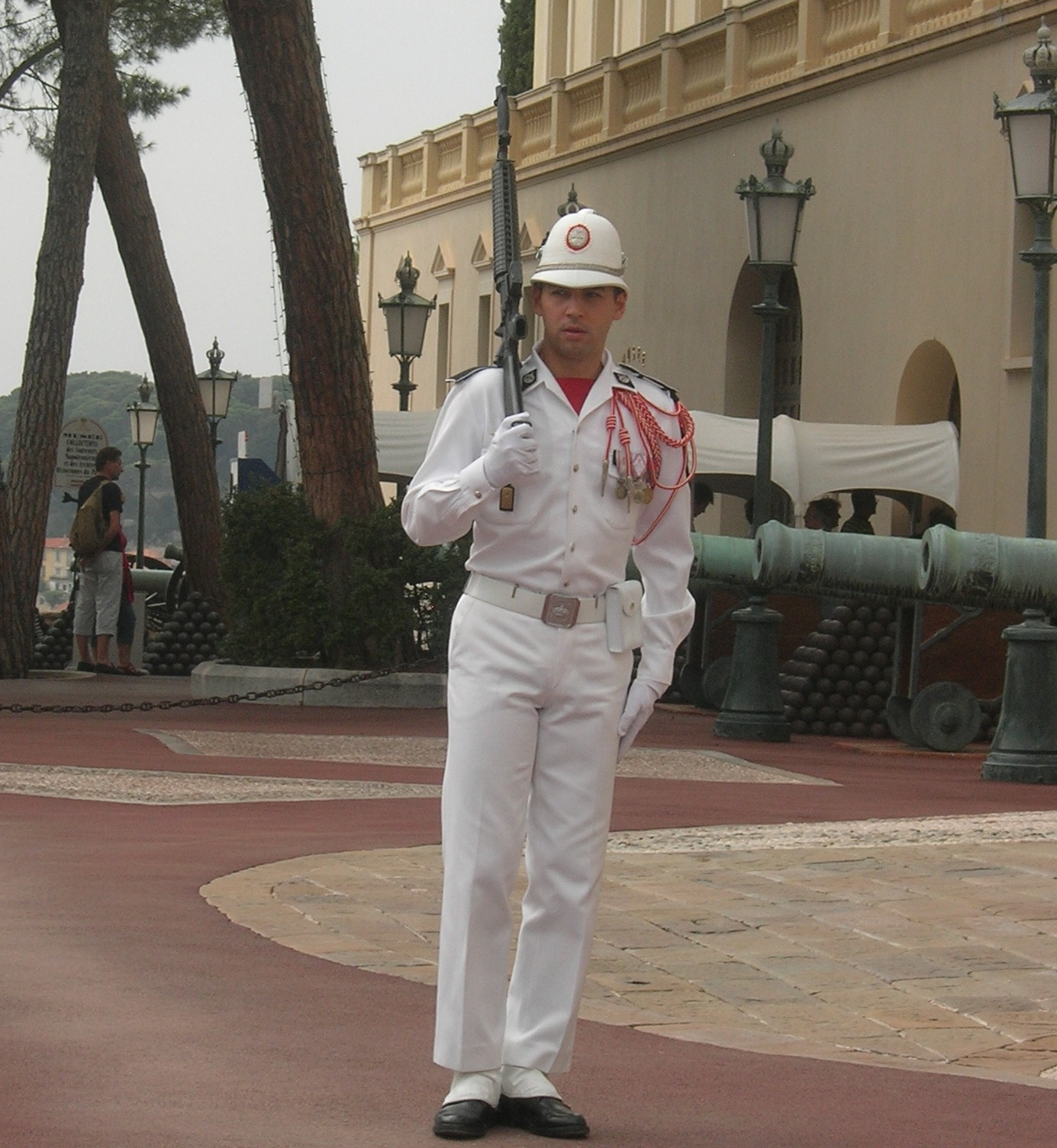
Солдат дворцовой гвардии с автоматом М16 (2007 год)

Рота состоит в общей сложности из 112 человек: 3 офицеров, 15 унтер-офицеров и 94 солдат, служащих по контракту. Как правило, многие из них проходили военную службу во французских вооружённых силах. Основной задачей соединения является защита князя, и княжеского дворца в Монако-Вилле, располагающемся в старом районе Монако. Кроме этого, военнослужащие корпуса участвуют в охране членов судебных органов, которые отправляют правосудие от имени князя Монако.
Есть ряд специальных подразделений, существующих в рамках Compagnie des Carabiniers du Prince, которые включают в себя отряд мотоциклистов (для быстрого реагирования и сопровождения княжеского кортежа), отряд аквалангистов, подразделение первой медицинской помощи, которое обеспечивает оказание первой помощи и скорой медицинской помощи на общественных и спортивных мероприятиях, а также военный оркестр, в который входят государственные трубачи, ансамбль медных духовых инструментов, и небольшой оркестр, присутствующих на официальных государственных церемониях.
Церемониал «смена гвардии» у княжеского дворца в 11:55 утра каждый день привлекает большое количество туристов. Церемония предназначена не только для туристов. Корпус выполняет функции охраны дворца и княжеской семьи Монако.

## Воинские звания в вооружённых силах Монако
| Звание                                                                                         | Младший лейтенант | Лейтенант | Капитан | Командант | Подполковник | Полковник |
| Офицерские звания в Corps des Sapeurs-Pompiers                                                 |                   |           |         |           |              |           |
| Офицерские звания в Compagnie des Carabiniers du Prince                                        |                   |           |         |           |              |           |
| Звание Полковник является высшим офицерским званием в Монако. В Монако нет генеральских рангов |                   |           |         |           |              |           |